# Billy Budd (opera)
Billy Budd è un'opera in quattro atti di Benjamin Britten, ispirata al racconto di Herman Melville, su un libretto di E. M. Forster e di Eric Crozier. Un'ulteriore revisione, leggermente accorciata, in due atti, è stata scritta nel 1960.

## Trama
La trama si svolge a bordo della nave da guerra HMS Indomitable, una cosiddetta "Settantaquattro" (classe di navi da guerra che prendevano il nome dal fatto che erano armate di 74 cannoni). Il periodo è quello delle guerre rivoluzionarie francesi.

## Rappresentazioni e successo
Billy Budd debutta al Royal Opera House, Covent Garden di Londra il 1º dicembre 1951 come "opera in quattro atti", con il tenore Peter Pears e diretta da Britten e trasmessa in diretta dalla BBC. Il "Sunday Times" riporta che «un fiume di applausi ha ringraziato il compositore… l'entusiasmo ricorda la prima di Peter Grimes a Sadler's Wells sei anni fa. A dividere gli onori di Britten erano i due librettisti», mentre il Musical Times definisce Britten come «la mente più creativa e l'istinto più volubile che abbiamo nella musica d'oggi».
Nel 1960, Britten revisiona l'opera, per una radiodiffusione sulla BBC, operando alcuni tagli (tra i quali il più vistoso è l'eliminazione del cosiddetto "Captain's Muster" - aria di Vere che chiudeva l'originale primo atto) e accorpando il tutto in due atti anziché in quattro.

## CD parziale
- Billy Budd - Britten/Peter Glossop/Pears/Bowman, 1967 London
- Billy Budd - Nathan Gunn/Ian Bostridge/Gidon Saks/Neal Davies/Jonathan Lemalu/Matthew Rose/London Symphony Orchestra, 2008 Virgin Classics/EMI Records - Grammy Award for Best Opera Recording 2010

## DVD parziale
- Billy Budd (ENO, 1988) - Thomas Allen/English National Opera, Arthaus Musik/Naxos
- Billy Budd (Glyndebourne, 2010) - London Philharmonic Orchestra, Opus Arte/Naxos